# 馬丁貝克
馬丁貝克飛機公司（Martin-Baker Aircraft Co. Ltd.）是一家專門生產飛機彈射椅的英國公司，為研發可在航空器上使用的彈射椅之先驅。該公司總部設於英格蘭白金漢郡的Higher Denham。

## 歷史
馬丁貝克飛機公司的歷史始於1934年，由詹姆士‧馬丁爵士（Captain (later Sir) James Martin CBE DSc CEng FIMechE FRAeS，1893年9月11日－1981年1月5日）及華倫泰‧貝克上尉（Captain Valentine Baker MC AFC，1888年8月24日－1942年9月12日）創立，故公司以兩位創辦人的姓氏命名。貝克上尉本身是飛行教練，在兩人新成立的公司擔任主任試飛員。

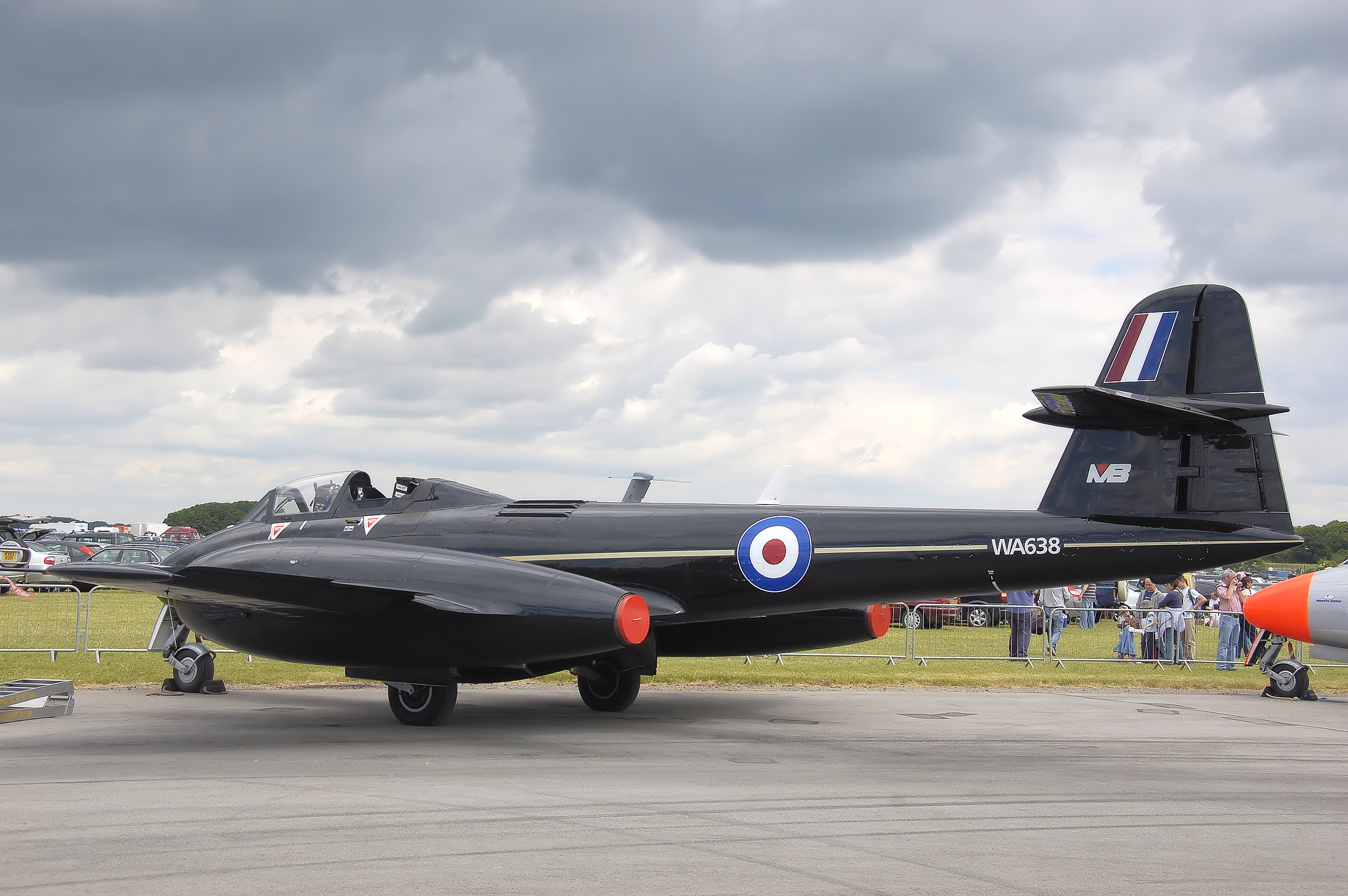
馬丁貝克用來測試彈射椅，編號 WA638 的告羅士打流星式戰機

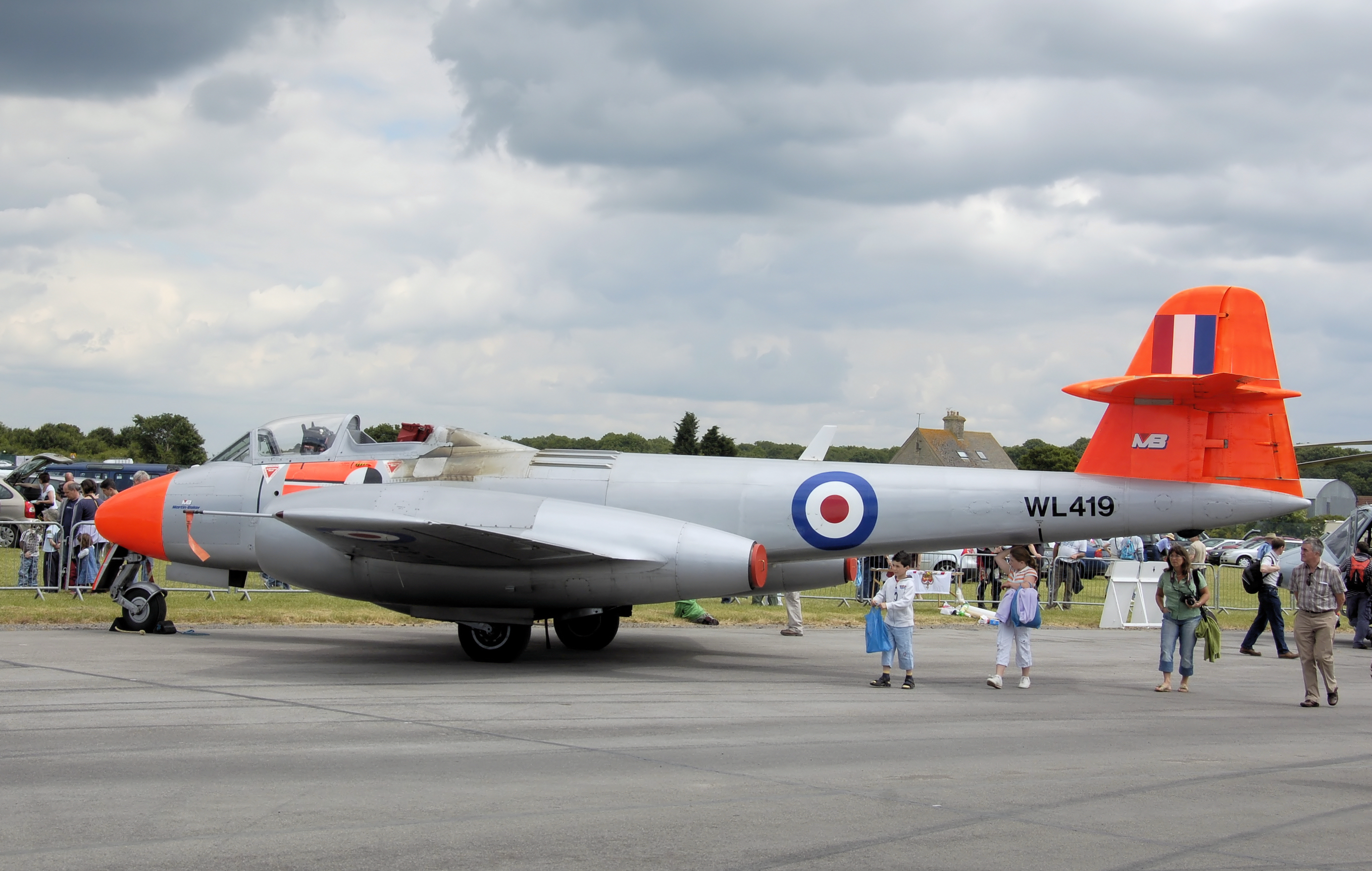
另一架用來測試彈射椅，編號 WL419 的流星機

## 第二次世界大戰
馬丁貝克在二次大戰前後設計及建造了數架原型軍用機，但無一進入量產階段，其中包括︰
- Martin-Baker M.B.1 (1935) - 雙座輕型飛機
- Martin-Baker M.B.2 (1938) - 以Napier廠製匕首式引擎（英语：Napier Dagger）推動的原型戰鬥機
- Martin-Baker M.B.3 (1942) - 擁有六門火炮的戰機；公司創辦人之一貝克上尉在測試此型機時意外身亡
- Martin-Baker M.B.4 (1943) - 以勞斯萊斯 Griffon 引擎（英语：Rolls-Royce Griffon）推動的戰鬥機, 發展止於設計圖上
- Martin-Baker M.B.5 (1944) - 以勞斯萊斯 Griffon 引擎推動同軸反轉螺旋槳的戰鬥機
- Martin-Baker M.B.6 (1945) - a Second World War jet fighter project with swing-arm, 0/0 spring-loaded ejection seat
- Martin-Baker M.B.7 (1946) - Black Bess - 戰後截擊/高速實驗飛行概念機。曾建造小型可飛模型，但整個概念在1947年遭放棄

二次大戰期間，馬丁貝克生產的飛機零件包括供噴火式戰機使用的裝甲保護座椅。1944年，英國政府飛機生產部（Ministry of Aircraft Production）接觸馬丁貝克，著其研究可供高速戰機上機師逃生用的彈射系統。

## 彈射座椅
馬丁貝克對彈射座椅的研究早於公司成立的1934年已經開始，比德國和瑞典要早上好幾年。馬丁貝克總結研究結果，得出由炸藥驅動的彈射座椅是最佳方案。而對人體承受加速性的研究，則由一位志願者——馬丁貝克公司飛機製造廠的技工本納德‧連治（Bernard Lynch）進行測試。1946年7月24日，連治乘坐一架以時速320哩（510公里），高度8,000英尺（2,400），在牛津郡馬丁貝克的測試基地Chalgrove Airfield上空飛行中的告羅士打廠製流星式 Mk III 戰機（Gloster Meteor Mk III），第一次成功彈射。
在1949年5月，彈射座椅的實用性首次由一位英國機師在Armstrong Whitworth A.W.52飛翼實驗機的緊急彈射中展示。
馬丁貝克不斷拓展彈射椅的實用空域，使彈射椅可在低高度—低空速的情況使用，並最後研發出零–零彈射椅，亦即在零高度—零速度(Zero-zero)亦可使用的彈射椅。
馬丁貝克共生產了六萬九千張彈射坐椅，其中一萬九千張在服役中。到現時為止，有 7,777張——曾被彈射，以幫助機組人員棄機逃生。馬丁貝克亦有生產固定吸震座椅供直升機使用。

### 彈射領帶同盟會
在電視劇集執法悍將 JAG（JAG）於1998年播放的其中一集，因其中一名角色從一軍用噴射機上彈射而得以生還，故該集劇目被名為「馬丁貝克粉絲俱樂部」（"The Martin Baker Fan Club"）。事實上，馬丁爵士早年就成立了「彈射領帶同盟會」（"Ejection Tie Club"）；要取得該會終身會員藉的唯一途徑，就是要曾在危急情況下從馬丁貝克製的彈射椅中彈射，並從而保住性命。
馬丁爵士成立本會的宗旨是提供一條特別設計、以飛機上設有彈射椅警告標誌為主調的領帶給會員在平時穿戴。這領帶的意思是會員都同是在危難中從馬丁貝克彈射椅上逃出生天，他們都曾度過生死間的共同經驗為他們建立起特殊的關係。這亦即該會英文名字中 tie 一字的雙重意思。
馬丁貝克公司是該會的贊助者，會長是公司現任董事總經理詹姆士‧Ｗ‧馬丁（James W. Martin CBE MA BAI CEng FRAeS）。

## 太空飛行
馬丁貝克的業務現擴展至太空飛行器的返回大氣層系統，例如隔熱盾、降落傘，以及用來控制上述系統的技術等。該公司為歐洲太空總署（ESA）與美國太空總署（NASA）合作的卡西尼—惠更斯號土星系進行探測的合作項目中，歐洲太空總署負責的惠更斯號探測器製造降落傘系統。惠更斯號於2004年12月25日聖誕節與卡西尼號軌道器分離，2005年1月14日成功登陸土衛六－泰坦星。惠更斯號是西歐國家首次研發的行星登陸器，馬丁貝克自惠更斯號上獲取的經驗令馬丁貝克成為米格魯獵兔犬 2（Beagle 2）火星探測器研發團隊的一員。但在2001年6月，馬丁貝克因與主承包商的分歧而退出退出計畫。後來米格魯獵兔犬 2 的研發在與量、時間和成本控制都出現重大問題；而米格魯獵兔犬 2 探測器最終在2003年12月25日登陸火星失敗。

## 公司營運
馬丁具克擁有自己的測試機場，亦即前述連治在1946年首次成功彈射的地方，它位於牛津郡的Chalgrove Airfield。該公司亦在另一個位於北愛爾蘭的前皇家空軍基地RAF Langford Lodge進行測試；該機場擁有一6,200英尺（1,900）長的高速火箭滑橇測試軌。
兩架編號分別為 WL419 和 WA638 的流星機仍在馬丁貝克服役，充當測試平臺。另一架編號WA634，用於早期彈射椅發展的流星機，則由位於史樂郡高斯福村的皇家空軍博物館收藏。

### 附注
1. ↑  Martin Baker - Ejection seat and escape system technology 的存檔，存档日期2011-07-14.
2. ↑  Martin-Baker - Lives Saved To Day 的存檔，存档日期2010-05-28.
3. ↑  Martin Baker - Ejection Tie Club 的存檔，存档日期2009-02-22.